# Thomas Herbert, VIII conte di Pembroke
Thomas Herbert, VIII conte di Pembroke (1656 – 22 gennaio 1733), è stato un politico e ammiraglio inglese, che servì sotto i regni di Maria II Stuart e di Guglielmo III d'Orange e di Anna Stuart. Herbert ricoprì, tra gli altri, gli incarichi di Lord Privy Seal, Lord High Admiral e Lord luogotenente d'Irlanda.

## Biografia
Thomas era il terzo figlio di Philip Herbert, V conte di Pembroke e di sua moglie Catharine Villiers, figlia del primo duca di Buckingham. Entrambi i suoi fratelli maggiori morirono giovani ed egli ereditò il titolo di conte nel 1683.

## Carriera
Dal 1690 al 1692 fu Primo lord dell'ammiragliato; in seguito servì come Lord del sigillo privato fino al 1699, essendo nel 1697 il primo plenipotenziario della Gran Bretagna al trattato di Rijswijk. In due occasioni fu Lord grand'ammiraglio per un breve periodo; fu anche Lord presidente del Consiglio, Lord luogotenente d'Irlanda e presidente della Royal Society (1689-1690).

## Matrimoni
Nel 1684 sposò Margaret, unica figlia di Robert Sawyer, Speaker della Camera dei comuni. La coppia ebbe sette figli e cinque figlie:
- Henry Herbert, IX conte di Pembroke (1689–1750)
- Lord Robert Sawyer Herbert (?-1769)
- Lord Charles Herbert
- Lord Thomas Herbert (1695–1739)
- Lord William Herbert (1696–1757), sposò Catherine Elizabeth Tewes, ebbero due figli;
- Lord John Herbert
- Lord Nicholas Herbert (1706–1775)
- Lady Catherine Herbert (?-1716), sposò Sir Nicholas Morice, II Baronetto
- Lady Margaret Herbert (?-1752)
- Lady Elizabeth Herbert
- Lady Anne Herbert
- Lady Rebecca Herbert, sposò William Nevill, XVI barone Bergavenny, ebbero un figlio.

In seconde nozze sposò Barbara, figlia di Sir Thomas Slingsby, e vedova di John Arundell, II barone Arundell di Trerice (1649–1698), dalla quale ebbe una figlia:
- Lady Barbara Herbert (?-1752), sposò Dudley North, non ebbero figli.

La terza moglie del conte fu Mary Howe, dalla quale non ebbe figli.

## Ascendenza
|                                                                  |                 |                                      | Genitori                          |  |  | Nonni |  |  | Bisnonni                            |  |  | Trisnonni                            |  |
|                                                                  |                 |                                      |                                   |  |  |       |  |  | Henry Herbert, II conte di Pembroke |  |  | William Herbert, I conte di Pembroke |  |
|                                                                  |                 |                                      |                                   |  |  |       |  |  | Henry Herbert, II conte di Pembroke |  |  | William Herbert, I conte di Pembroke |  |
|                                                                  |                 | Anne Parr                            |                                   |  |  |       |  |  | Henry Herbert, II conte di Pembroke |  |  |                                      |  |
| Philip Herbert, IV conte di Pembroke e I conte di Montgomery     |                 |                                      |                                   |  |  |       |  |  | Henry Herbert, II conte di Pembroke |  |  |                                      |  |
|                                                                  |                 | Mary Sidney                          | Henry Sidney                      |  |  |       |  |  |                                     |  |  |                                      |  |
|                                                                  |                 | Mary Sidney                          | Henry Sidney                      |  |  |       |  |  |                                     |  |  |                                      |  |
|                                                                  |                 | Mary Sidney                          | Mary Dudley                       |  |  |       |  |  |                                     |  |  |                                      |  |
| Philip Herbert, V conte di Pembroke e II conte di Montgomery     |                 | Mary Sidney                          |                                   |  |  |       |  |  |                                     |  |  |                                      |  |
|                                                                  |                 | Edward de Vere, XVII conte di Oxford | John de Vere, XVI conte di Oxford |  |  |       |  |  |                                     |  |  |                                      |  |
|                                                                  |                 | Edward de Vere, XVII conte di Oxford | John de Vere, XVI conte di Oxford |  |  |       |  |  |                                     |  |  |                                      |  |
|                                                                  |                 | Edward de Vere, XVII conte di Oxford | Margery Golding                   |  |  |       |  |  |                                     |  |  |                                      |  |
| Susan de Vere                                                    |                 | Edward de Vere, XVII conte di Oxford |                                   |  |  |       |  |  |                                     |  |  |                                      |  |
|                                                                  |                 | Anne Cecil                           | William Cecil, I barone Burghley  |  |  |       |  |  |                                     |  |  |                                      |  |
|                                                                  |                 | Anne Cecil                           | William Cecil, I barone Burghley  |  |  |       |  |  |                                     |  |  |                                      |  |
|                                                                  |                 | Anne Cecil                           | Mildred Cooke                     |  |  |       |  |  |                                     |  |  |                                      |  |
| Thomas Herbert, VIII conte di Pembroke e III conte di Montgomery |                 | Anne Cecil                           |                                   |  |  |       |  |  |                                     |  |  |                                      |  |
|                                                                  | George Villiers | William Villiers                     |                                   |  |  |       |  |  |                                     |  |  |                                      |  |
|                                                                  | George Villiers | William Villiers                     |                                   |  |  |       |  |  |                                     |  |  |                                      |  |
|                                                                  | George Villiers | Colette Clerke                       |                                   |  |  |       |  |  |                                     |  |  |                                      |  |
| William Villiers, I baronetto                                    | George Villiers |                                      |                                   |  |  |       |  |  |                                     |  |  |                                      |  |
|                                                                  |                 | Audrey Saunders                      | William Saunders                  |  |  |       |  |  |                                     |  |  |                                      |  |
|                                                                  |                 | Audrey Saunders                      | William Saunders                  |  |  |       |  |  |                                     |  |  |                                      |  |
|                                                                  |                 | Audrey Saunders                      | Frances Zouche                    |  |  |       |  |  |                                     |  |  |                                      |  |
| Catherine Villiers                                               |                 | Audrey Saunders                      |                                   |  |  |       |  |  |                                     |  |  |                                      |  |
|                                                                  |                 | Robert Roper                         | Thomas Roper                      |  |  |       |  |  |                                     |  |  |                                      |  |
|                                                                  |                 | Robert Roper                         | Thomas Roper                      |  |  |       |  |  |                                     |  |  |                                      |  |
|                                                                  |                 | Robert Roper                         | Matilda Buttershall               |  |  |       |  |  |                                     |  |  |                                      |  |
| Rebecca Roper                                                    |                 | Robert Roper                         |                                   |  |  |       |  |  |                                     |  |  |                                      |  |
|                                                                  |                 | Elizabeth Nott                       | William Nott                      |  |  |       |  |  |                                     |  |  |                                      |  |
|                                                                  |                 | Elizabeth Nott                       | William Nott                      |  |  |       |  |  |                                     |  |  |                                      |  |
|                                                                  |                 | Elizabeth Nott                       | Elizabeth Smyth                   |  |  |       |  |  |                                     |  |  |                                      |  |
|                                                                  |                 | Elizabeth Nott                       |                                   |  |  |       |  |  |                                     |  |  |                                      |  |